# Champétières
Champétières ist eine französische Gemeinde mit 283 Einwohnern (Stand: 1. Januar 2022) im Département Puy-de-Dôme in der Region Auvergne-Rhône-Alpes. Sie gehört zum Arrondissement Ambert und zum Kanton Ambert.

## Geographie
Champétières liegt etwa 50 Kilometer südöstlich von Clermont-Ferrand und 52 Kilometer westnordwestlich von Saint-Étienne im Regionalen Naturpark Livradois-Forez. Umgeben wird Champétières von den Nachbargemeinden Saint-Ferréol-des-Côtes im Norden und Osten, Marsac-en-Livradois im Süden und Südosten, Chambon-sur-Dolore im Westen und Südwesten sowie Le Monestier im Nordwesten.

## Bevölkerungsentwicklung
| Jahr                       | 1962 | 1968 | 1975 | 1982 | 1990 | 1999 | 2006 | 2013 |
| Einwohner                  | 351  | 307  | 247  | 233  | 247  | 258  | 252  | 244  |
| Quellen: Cassini und INSEE |      |      |      |      |      |      |      |      |

## Sehenswürdigkeiten
- Kirche Saint-Sébastien aus dem 15. Jahrhundert, seit 1990 Monument historique
- Kirche Notre-Dame-de-Mons aus dem 15. Jahrhundert, seit 1990 Monument historique
- Schloss Le Bouy aus dem 16. Jahrhundert, seit 2010 Monument historique

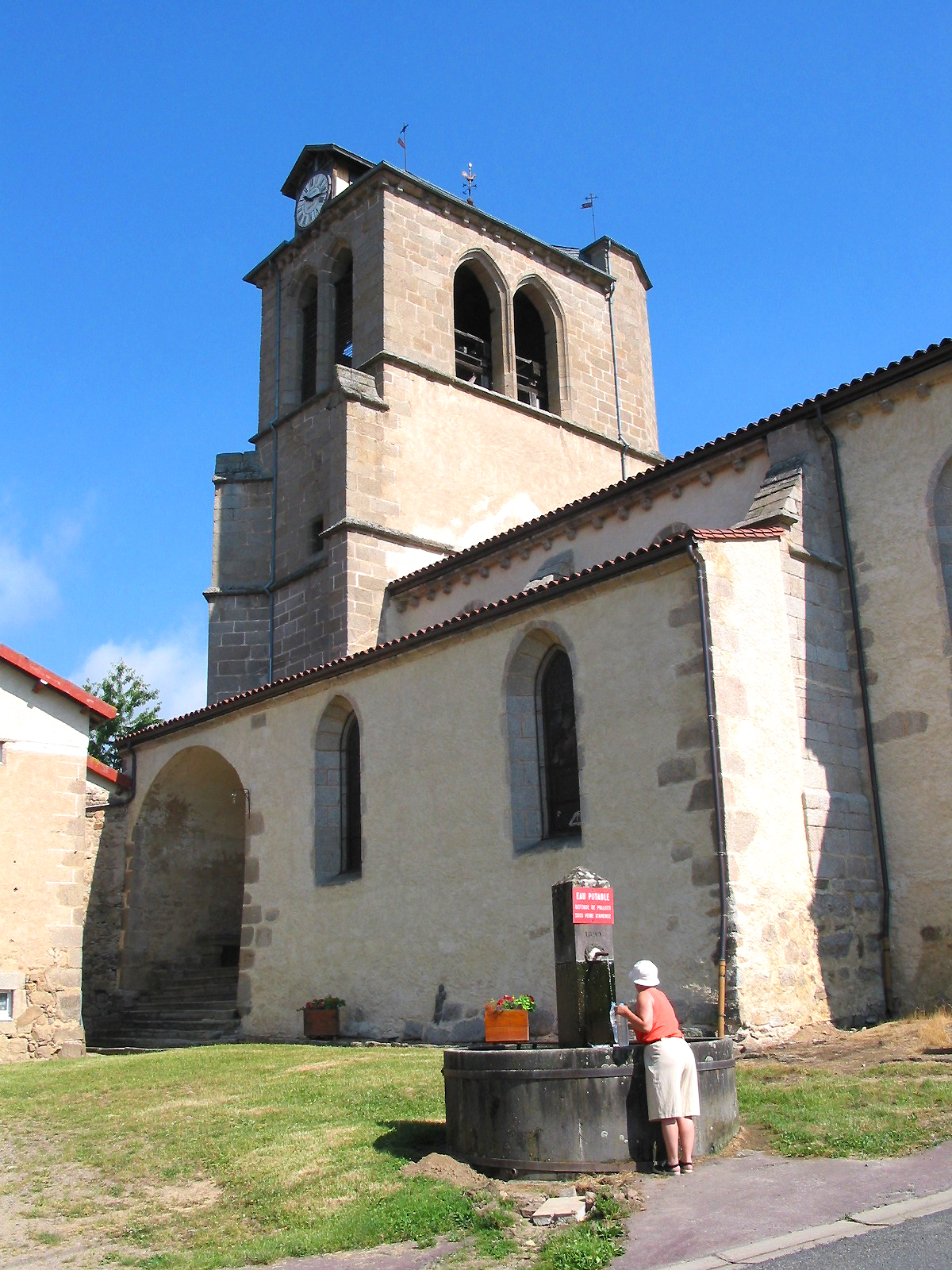
Kirche Saint-Sébastien
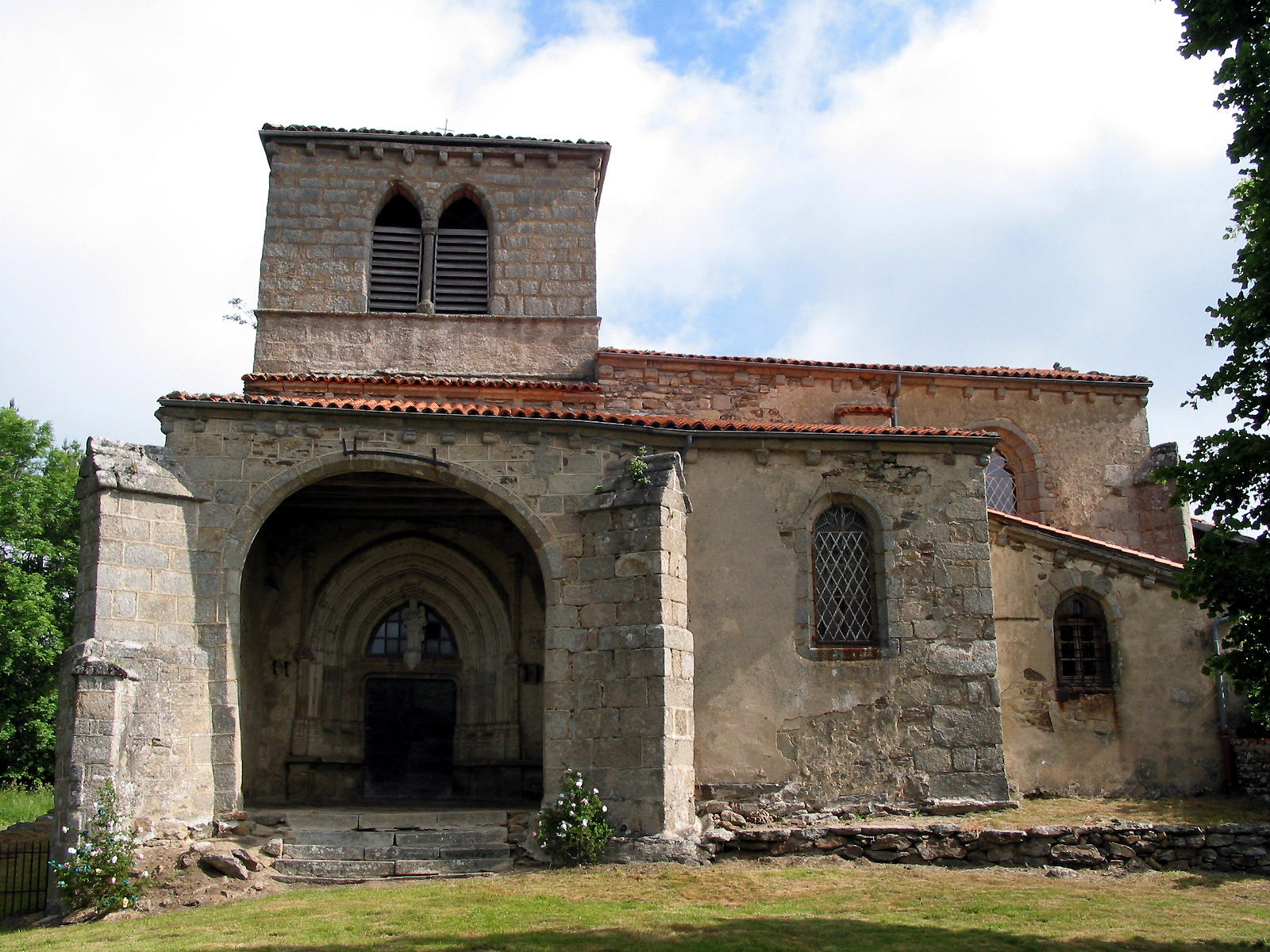
Kirche Notre-Dame-de-Mons
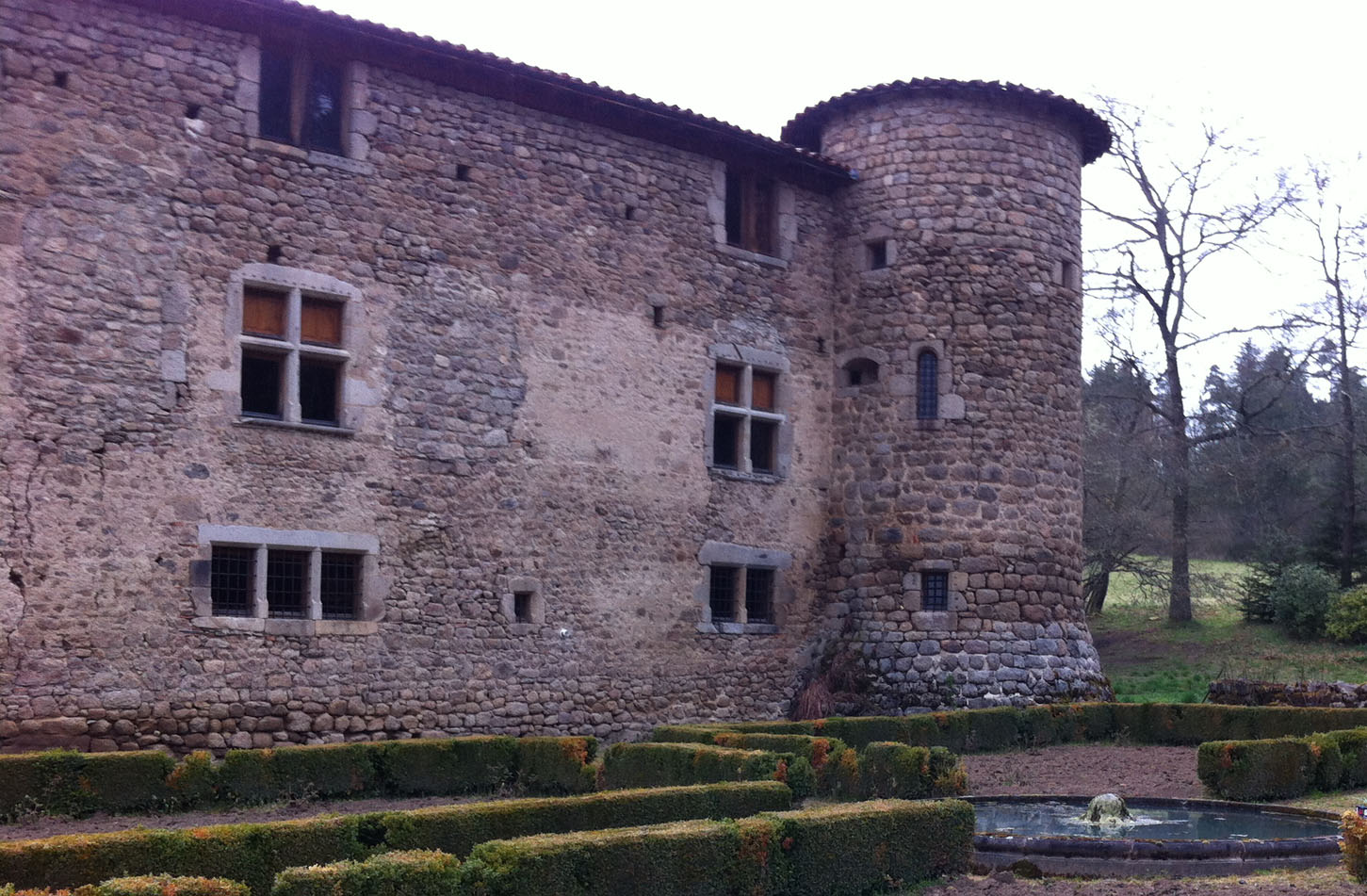
Schloss Le Bouy